# Municipio de Lopatcong
El municipio de Lopatcong (en inglés: Lopatcong Township) es un municipio ubicado en el condado de Warren en el estado estadounidense de Nueva Jersey. En el año 2007 tenía una población de 8,369 habitantes y una densidad poblacional de 314 personas por km².

## Geografía
El municipio de Lopatcong se encuentra ubicado en las coordenadas 40°42′23″N 74°9′50″O / 40.70639, -74.16389.

## Demografía
Según la Oficina del Censo en 2000 los ingresos medios por hogar en el municipio eran de $50,918 y los ingresos medios por familia eran $65,545. Los hombres tenían unos ingresos medios de $52,540 frente a los $30,967 para las mujeres. La renta per cápita para la localidad era de $24,333. Alrededor del 6.4% de la población estaba por debajo del umbral de pobreza.